# Jia-A League
La Jia-A League (cinese semplificato: 全国足球甲A联赛, translitterato: Quánguó zúqiú jiǎ A liánsài) è stata una competizione calcistica che, fra il 1989 e il 2003, ha rappresentato il massimo livello del campionato cinese di calcio.

## Formato

### Formula
Nel corso degli anni, il torneo ha mantenuto invariata la formula del girone all'italiana andata e ritorno, ad eccezione della stagione 1993, quando le otto squadre partecipanti vennero ripartite in due gironi da quattro: le prime due classificate di ciascun gruppo si sarebbero affrontate in un raggruppamento valevole per la vittoria del titolo, mentre le ultime due per un girone utile per definire la classifica finale. Dopo il definitivo passaggio al professionismo il lotto delle squadre partecipanti, inizialmente comprendente 8 compagini, fu allargato sino a comprendere 15 squadre.
- 1989-1993: 8 squadre
- 1993-1997: 12 squadre
- 1998-2001: 14 squadre
- 2002-2003: 15 squadre

La squadra che avrebbe concluso il torneo in testa alla classifica sarebbe stata proclamata campione della Cina, ottenendo inoltre l'accesso al campionato d'Asia per Club. Le ultime due classificate sarebbero, invece, retrocesse nella Jia-B League: questa regola, rimasta invariata nel corso del tempo, venne soppressa nelle stagioni a cavallo del periodo del passaggio al professionismo (1992 e 1993) e nelle edizioni 2001 e 2002.
Fino all'edizione 1991 venne confermato il sistema di assegnazione dei punti perfezionato fra le edizioni 1985 e 1987, che prevedeva tre punti per la vincitrice, zero per la sconfitta, uno ciascuno a pareggio, più un punto bonus per ogni giocatore convocato in Nazionale. Nel 1991 i punti in palio per la vincitrice furono abbassati a due, mentre nella stagione successiva fu soppresso il sistema dei punti bonus. Per la stagione 1993 furono aboliti i pareggi, ed eventuali incontri conclusisi in parità furono decisi ai tiri di rigore: le squadre avrebbero ottenuto lo stesso numero di punti in palio in caso di vittoria dopo i tempi regolamentari (due per la vincitrice e zero per la sconfitta). Per la stagione 1994 si tornò al sistema vigente dal 1992, mentre nel 1995 il numero di punti per la vincitrice fu nuovamente innalzato a tre.

## Storia

### Periodo semi-professionistico (1989-1992)
Il torneo nacque al termine di un processo di riforma del campionato nazionale iniziato nella stagione 1987, quando la federazione dispose la scissione della Prima Divisione in due raggruppamenti, conosciuti come Divisione A e Divisione B e aprì la possibilità di ottenere finanziamenti da parte delle imprese: grazie al supporto dell'azienda Goldlion di Hong Kong e all'ascesa di squadre affiliate a imprese statali come il Dalian, il campionato cominciò ad assumere i connotati di un torneo semi-professionistico, sino alla costituzione formale della Jia-A League, avvenuta nella stagione 1989. Le prime stagioni successive alla fondazione del torneo videro il dominio del Liaoning, già costituitosi come squadra semi-professionistica nel 1988 e capace di portare il calcio cinese sul palcoscenico continentale con due finali consecutive (di cui una vinta nel 1990) nel Campionato d'Asia per club. Contemporaneamente la federazione diede il via libera all'acquisizione e alla gestione delle squadre da parte delle aziende, che dal luglio 1992 iniziarono a sponsorizzare i team iscritti al torneo.

### Periodo professionistico (1993-2003)
Il primo torneo a regime professionistico si tenne, con un formato sperimentale, fra il dicembre 1992 e il febbraio 1993: la risposta positiva da parte del pubblico spinse la federazione a completare la riforma che avrebbe trasformato la Jia-A League in un torneo professionistico. Grazie alla partnership con la Marlboro, nel 1994 si tenne la prima stagione del nuovo torneo: mentre, dal punto di vista sportivo, si poté assistere al dominio da parte del Dalian Wanda (capace di vincere sette edizioni su dieci del campionato grazie ai finanziamenti dell'omonima holding), a livello amministrativo la Lega si ritrovò presto a fronteggiare una serie di difficoltà dovute ai proventi ottenuti dagli sponsor (con la Marlboro che si ritirò nel 1999, in favore della Pepsi) non sufficienti a coprire le spese di gestione, nonché a una serie di scandali dovuti ad alcune partite truccate durante la stagione 2001 (che provocheranno l'allargamento dei quadri della Jia-A League a 15 squadre, in luogo delle 16 preventivate) e 2003, con quest'ultimo che nel 2012 comporterà la revoca del titolo vinto dallo Shanghai Shenhua. Questi avvenimenti, uniti ad un'affluenza di pubblico sempre più scarsa, spinsero la federazione a rifondare il torneo, secondo criteri organizzativi più severi: nel 2004 fu quindi istituita la Chinese Super League, che prese il testimone della Jia-A League.

## Albo d'oro
Periodo semi-professionistico
- 1989:  Cina B
- 1990:  Liaoning
- 1991:  Liaoning
- 1992:  Liaoning
- 1993:  Liaoning

Periodo professionistico
- 1994:  Dalian Wanda
- 1995:  Shanghai Shenhua
- 1996:  Dalian Wanda
- 1997:  Dalian Wanda
- 1998:  Dalian Wanda
- 1999:  Shandong Taishan
- 2000:  Dalian Shide
- 2001:  Dalian Shide
- 2002:  Dalian Shide
- 2003: Titolo revocato allo  Shanghai Shenhua, coinvolto in uno scandalo di partite truccate.[18]

## Vittorie per squadra
| Club             | Vittorie | Stagioni                                 | Secondi posti | Stagioni                             |
| ---------------- | -------- | ---------------------------------------- | ------------- | ------------------------------------ |
| Dalian Shide     | 7        | 1994, 1996, 1997, 1998, 2000, 2001, 2002 | -             | ---                                  |
| Liaoning         | 4        | (1990), (1991), (1992), (1993)           | 1             | (1989)                               |
| Shandong Taishan | 1        | 1999                                     | -             | ---                                  |
| Shanghai Shenhua | 1        | 1995                                     | 6             | (1991), 1996, 1997, 1998, 2000, 2001 |
| Cina B           | 1        | (1989)                                   | -             | ---                                  |

- Le squadre in grigio non esistono più.

### Annotazioni
1. ↑  Ad eccezione della stagione 1989 dove, in seguito alla vittoria della selezione B della squadra nazionale, il diritto a partecipare alla competizione continentale fu detenuto dalla seconda classificata.

### Fonti
1. 1 2 3  1993年全国足球俱乐部队（甲级A组）锦标赛 recuperato tramite Internet Archive.
2. 1 2  China 1993 su RSSSF
3. ↑  2002年全国足球甲级队(A组)联赛 recuperato tramite Internet Archive.
4. ↑  1985年全国足球甲级队联赛 recuperato tramite Internet Archive.
5. 1 2  1987年全国足球甲级队联赛 recuperato tramite Internet Archive.
6. ↑  1991年全国足球俱乐部队（甲级A组）锦标赛 recuperato tramite Internet Archive.
7. ↑  China 1994 su RSSSF
8. ↑  China 1995 su RSSSF
9. ↑  China 1987 su RSSSF
10. ↑  1989年全国足球甲级（A组）联赛 recuperato tramite Internet Archive.
11. ↑  China - List of Champions su RSSSF
12. ↑  Asian Club Competitions 1989/90 su RSSSF
13. ↑  Asian Club Competitions 1990/91 su RSSSF
14. 1 2 3 4  历数职业联赛赞助商 万宝路最经典西门子最受伤
15. ↑  Death of an institution: The Dalian Shide Story
16. ↑  China 2001 su RSSSF
17. ↑   Details of soccer referee investigation released to public, su chinadaily.com.cn.
18. 1 2  足坛反赌涉案队或明年降级 足协：倾向取消当年成绩
19. ↑  Non professionistici
20. 1 2  Non professionistico
21. ↑   Un campionato non professionistico